# Шашково (Тверская область)
Шашково (Шашково) — деревня в Кувшиновском районе Тверской области России. Входит в Тысяцкое сельское поселение.

## География
Находится у реки Семынь, вблизи села Карманово, Сутоки и деревни Бор.

## История
До 2005 года входила в состав Борзынского сельского округа, с 2005 по 2015 годы — в Борзынское сельское поселение.
Согласно Закону Тверской области от 17 декабря 2015 года № 119-ЗО, после объединения, Тысяцкого, Большекузнечковского, Борзынского и Пеньского сельских поселений деревня входит в Тысяцкое сельское поселение.

## Население
| 2008 | 2010 |
| ---- | ---- |
| 0    | ↗1   |

## Инфраструктура
Почтовое отделение, расположенное в село Борзыни, обслуживает в деревне 8 домов.

## Транспорт
Просёлочная дорога.